# Steve Thorne
Steve Thorne is een Brits artiest binnen het gebied van zowel singer-songwriter als symfonische rock.
In 2005 en 2007 heeft hij twee albums afgeleverd die goed zijn ontvangen binnen de kringen van de symfonische rock. Zijn muziek valt onder de categorie neo-prog. Dat succes mag een klein wonder heten, want voor 2005 had nog niemand van hem gehoord; hij heeft weleens een voorprogramma verzorgd, maar verder kwam hij niet. Tot op het moment dat hij een aantal topmusici uit dat segment van de popmuziek vroeg bij te dragen aan een album (zie onder).
Vanwege het succes van zijn eerste album, kwam er al snel een tweede.

## Albums
- (2005): Part One: Emotional Creatures
- (2007): Part Two: Emotional Creatures
- (2009): Into the ether
- (2012): Crimes & Reasons
- (2016): Island Of The Imbeciles
- (2020): Levelled - Emotional Creatures: Part 3

Gezien de toen nog onzekere toekomst worden de eerste twee albums hieronder verder geduid.

## Part One: Emotional Creatures

### Composities
1. Here they come
2. God bless America
3. Well outta that
4. Ten years
5. Last line
6. Julia
7. Therapy
8. Every second counts
9. Tumbleweeds
10. Gone
11. Goodbye

## Part Two: Emotional Creatures

### Musici
Onder meer de volgende musici speelden mee op het album:
- Drums: Nick D’Virgilio ( Spock’s Beard); Gavin Harrison (Porcupine Tree)
- Basgitaar: Tony Levin (King Crimson en band rond Peter Gabriel);
- Gitaar: John Mitchell ( Arena);
- Toetsen: Geoff Downes (Asia)))

### Composities
1. Toxicana Apocalypso
2. Wayward
3. Crossfire
4. Roundabout
5. Hounded
6. All the wisemen
7. Great ordeal
8. 6am (your time)
9. Solace
10. The white dove song
11. Sandheads